# Ida Wedel-Jarlsberg
Ida Charlotte Clementine Wedel-Jarlsberg, född 12 september 1855 på Jarlsbergs gods, död 29 januari 1929 i Oslo, var en norsk hovfunktionär, målare, kvinnorättskämpe och nykterhetskämpe.
Hon var dotter till godsägaren greve Peder Anker Wedel Jarlsberg (1809–1893) och Hedevig Annette Betzy Sigismunda Anker (1819–1879). Hon studerade måleri i Bergsliens malerskole for kvinner i Oslo 1873–1874, i Karlsruhe och i München 1875–1877 hos Eilif Peterssen. 
Hon accepterade utnämningen till hovfröken 1878 hos drottning Sofia av Sverige-Norge på sin familjs önskan, trots att hon själv ville bli konstnär. Som hovfröken beskrivs hon som en av de tre hovdamer som stod närmast Sofia och som assisterade henne i hennes strävan att leva ett kristet liv efter sin religiösa omvändelse 1878 och som ofta fick förtroendet att läsa ur bibeln under andaktsstuderna; de övriga två var Märta Eketrä och Ebba von Rosen. Hon avskedades sedan hon 1885 vägrade att på drottningens uppdrag äta middag med statsminister Johan Sverdrup, som hon betraktade som en uppviglare. 
Hon grundade 1885 ett hem med aftonskola för fattiga kvinnor och 1894 Unge Kvinners Kristelige Samfund, båda med Birgitte Esmark. 1892 valdes hon till ordförande för det nygrundade Norske Kvinders Totalavholdsselskap – Det Hvite Bånd, som ägnade sig åt nykterism, pacifism och kvinnors rättigheter.